# James Athikalam
James Athikalam MST (ur. 5 lipca 1958 w Pulinkunnu) – indyjski duchowny syromalabarski, od 2018 biskup Sagar.

## Życiorys
Święcenia prezbiteratu przyjął 22 marca 1984 w Zgromadzeniu  Misjonarzy św. Tomasza Apostoła. Pracował głównie w zakonnych seminariach duchownych. Był także m.in. dyrektorem generalnym zgromadzenia oraz kierownikiem zakonnego projektu Nirmal Jyothi Mental Health Programme.
12 stycznia 2018 otrzymał nominację na eparchę Sagar. Chirotonii biskupiej udzielił mu 17 kwietnia 2018 zwierzchnik Kościoła syromalabarskiego, abp George Alencherry.